# جوناثان سميث (لاعب دوري الرغبي)
جوناثان سميث (بالإنجليزية: Jonathan Smith)‏ هو لاعب دوري الرغبي نيوزيلندي، ولد في 28 فبراير 1979.